# بندتا گلیونا
بندتا گلیونا (انگلیسی: Benedetta Glionna؛ زادهٔ ۲۶ ژوئیهٔ ۱۹۹۹) بازیکن فوتبال اهل ایتالیا است.
از باشگاه‌هایی که در آن بازی کرده‌است می‌توان به باشگاه فوتبال زنان یوونتوس اشاره کرد.
وی همچنین در تیم‌های ملی فوتبال زنان ایتالیا، و زنان ایتالیا، و زنان ایتالیا، و زنان ایتالیا، بازی کرده‌است.